# Nadiad
Nadiad (Gujarati: નડિયાદ) ist eine Stadt im indischen Bundesstaat Gujarat.
Die Stadt liegt im Distrikt Kheda zwischen den beiden Millionenstädten Ahmedabad (45 km nordwestlich) und Vadodara (55 km südöstlich). Die Schnellstraße NE 1 (Ahmedabad–Vadodara) führt an Nadiad vorbei. Die Stadt liegt ebenfalls an der Bahnstrecke, welche diese beiden Städte verbindet. Der Golf von Khambhat befindet sich 50 km südlich der Stadt Nadiad.
Nadiad wurde 1867 gegründet. Die Stadt besitzt den Status einer Municipality (Nagar Palika). Sie ist in 14 Wards gegliedert und erstreckt sich über eine Fläche von 28,39 km².
Beim Zensus 2011 hatte Nadiad etwa 218.000 Einwohner.

## Persönlichkeiten
- Axar Patel (* 1994), Cricketspieler